# Alfred Hollins
Alfred Hollins (* 11. September 1865 in Hull, East Riding of Yorkshire; † 17. Mai 1942 in Edinburgh) war ein blinder englischer Komponist, Pianist, Organist und Musikdozent.

## Leben und Wirken
Die Blindheit von Alfred Hollins war kurz nach seiner Geburt entdeckt worden, und als kleines Kind erfreute er sich an musikalischem Spielzeug und musikalischen Klängen. Im Alter von sechs oder sieben Jahren begann er, die Melodien von auf der Straße vorbeifahrende Drehorgeln auf dem Klavier nachzuspielen, und er spielte solches auch als erstes im gleichen Alter, als er seine Vorliebe für die Orgel entdeckt hatte. Seine Mutter starb, als er sieben Jahre alt war. Kurz darauf stellte er sich vor, einen Chor zu leiten und Konzerte zu geben. Seine erste musikalische Ausbildung bekam er am Wilberforce Institute for the Blind in York, eine der ersten Lehranstalten, welche die Braille-Blindenschrift übernahmen. Der für Musik zuständige Leiter der Anstalt, William Barnby, förderte hier Hollins’ musikalische Fähigkeiten. Der Schüler fiel durch seine besondere Gedächtnis- und Gehör-Begabung auf und entwickelte sich auch in seiner Klaviertechnik rasch zu professionellen Qualitäten.
Im Januar 1878 wurde Hollins von seinen Eltern zu dem königlichen Normal College for Blinds in London gebracht, in dem Musik auf dem Lehrplan vorherrschend war. Es gab dort 50 Klaviere, drei Orgeln und ein Orchester. Sein Orgellehrer war Edward Jerome Hopkins (1836–1898), und Frits Harvigson war sein Klavierlehrer. Seit kurzem war hier Musik in der Brailleschrift verfügbar, und Hollins lernte größere Orgelwerke auswendig, einschließlich aller Fugen von Bach. Er machte bald als pianistisches Wunderkind auf sich aufmerksam, nachdem er schon als Junge die Solopartien mehrerer Klavierkonzerte beherrschte, darunter das fünfte Klavierkonzert von Ludwig van Beethoven, das in England stets unter dem Titel The Emperor geführt wird (das „Kaiser“-Konzert). Mit diesem Konzert debütierte Hollins im Crystal Palace, einem Saal, der 1851 zur ersten Weltausstellung errichtet worden war und in der zweiten Hälfte des 19. Jahrhunderts als einer der exklusivsten Konzertstätten Londons galt.
Im Alter von 15 Jahren wirkte Hollins als Klaviersolist in Mendelssohns Capriccio brillant unter August Manns als Dirigenten und spielte im folgenden Jahr ein Klavierkonzert von Robert Schumann in Anwesenheit von Königin Viktoria in Windsor. Auf einer Tournee durch die USA 1886 spielte er vor Präsident Cleveland und im selben Jahr stellte er sich bei Franz Liszt vor; auch führte er mit Joseph Joachim und Alfredo Piatti ein Klaviertrio von Beethoven auf. Bei einem Aufenthalt in Deutschland bekam er weitere Klavier-Unterweisungen durch Hans von Bülow in Berlin und Frankfurt, der ihn als „einen der seltenen wahren Musiker unter den Klaviervirtuosen“ lobte. Hollins gab eine Reihe von viel beachteten Konzerten, einmal drei Klavierkonzerte an einem Abend: das von Liszt in Es-Dur, das von Schumann in a-Moll und das fünfte Klavierkonzert von Beethoven. In Frankfurt folgten noch Orgelstudien an Dr. Hoch’s Konservatorium. Ab 1884 bekam er eine Reihe von Anstellungen, zunächst an St Johns in Redhill, 1888 als 1. Konzertorganist am Peoples Palace (Alexandra Palace) und ebenso Organist an der Upper Norwood Presbyterian Church. An dem Royal Normal College for the Blind begann er die Tätigkeit eines Dozenten. 1897 verließ er diese Anstellungen und ging nach Schottland, um in Edinburgh die Organistenstelle an der Free St George’s Church anzunehmen, eine Stelle, in der er über 40 Jahre blieb. Hier wurde er von dem Musikleben in der Kirche und in der Stadt erheblich in Anspruch genommen.
Im Jahr 1907 machte Hollins Konzerttourneen durch Australien und Neuseeland; 1907, 1909 und 1916 gab er eine Reihe von Konzerten in Südafrika, und zwar in Johannesburg und Kapstadt. 1913 konzertierte er in Deutschland, wobei er einige Stücke für die Welte-Philharmonie-Orgel aufnahm. In der schottischen Stadt Dundee hatte er bei den Plänen für die Orgel und bei der Aufstellung der Disposition der Orgel entscheidend mitgewirkt und spielte hier im Jahr 1923 das Einweihungskonzert. Diese Konzertorgel war die erste von Harrison & Harrison (Durham) und galt als eine der besten Orgeln im britischen Raum. In den Jahren 1925 und 1926 machte der Organist eine große Tournee durch die Vereinigten Staaten, bei der er 65 Städte besuchte. Es wird geschätzt, dass Hollins auf seinen Konzertreisen rund 600.000 Meilen zurücklegte. Später wurde er zum Fellow des Royal College of Organists ernannt und erhielt im Jahr 1922 die Ehrendoktorwürde für Musik von der Universität Edinburgh. Im Jahr 1936 erschienen seine autobiografischen Memoiren unter dem Titel A Blind Musician Looks Back. Hollins starb 1942 im Alter von 76 Jahren. Im Jahr 1991 spielte der blinde Organist David Liddle eine CD mit Hollins’ Orgelwerken an der Orgel der City Hall in Hull ein.

## Bedeutung
Die Werke von Alfred Hollins sind spieltechnisch anspruchsvoll und sind auf die manuellen und pedaltechnischen Möglichkeiten eines Konzertorganisten zugeschnitten. Ein pianistisches, vollgriffiges Spiel wird den Interpreten abverlangt, ebenso werden aber die klanglichen Eigenschaften der Orgel im musikalischen Satz berücksichtigt. Detaillierte Registrierungs-Angaben zeigen den Sinn des Komponisten für musikalische Effekte. Ähnlich wie die Orgelwerke von Edwin Lemare werden Hollins’ Orgelwerke einer eigenständigen, britisch-amerikanischen Orgelromantik und -sinfonik zugeordnet.
Es gibt hier einerseits ausgedehnte Charakterstücke mit intuitiven Titeln, wie Maytime Gavotte, A Song of Sunshine, Evening Rest und Spring Song, auch virtuose Werke, die sinfonische Formen übernehmen, andererseits alt-klassische Formen wie Concert Rondo, Concert Toccata und Konzert-Ouvertüren. Populäre oder virtuose „Glanzstücke“ sind unter anderen A Trumpet Minuet, Triumphal March und Grand Choeur No.1 und No.2, so wie Hochzeitsmusiken, so beispielsweise Benediction Nuptiale, Wedding March und Bridal March.

## Orgelwerke
- Einzelne Orgelwerke (Auswahl, alphabetisch mit Editionsjahr)

- - Allegretto Grazioso, 1906
  - Andante in D major, 1895
  - Barcarolle
  - Be Glad Then, Ye Children of Zion, 1911
  - Benediction nuptiale, 1898
  - (A) Benediction, 1927
  - Berceuse in C major, 1909
  - Bourrée, 1929
  - Bridal March, 1907
  - Cantilène, 1912
  - Christmas Cradle Song, 1934
  - Communion, 1901
  - Concert Overture No.1 in C major, 1885
  - Concert Overture No.2 in C minor, 1899
  - Concert Overture No.3 in F minor, 1922
  - Concert Rondo, 1900
  - Concert Toccata in B-flat major, 1926
  - Elegy and Berceuse, 1899
  - Epithalamium, 1920
  - Evening Rest, 1917
  - Finale en forme d’ouverture, 1900
  - Grand Choeur No. 1 in G minor, 1895
  - Grand Choeur No. 2 in C major, 1907
  - In Springtime, 1909
  - Intermezzo in D-flat major, 1900
  - Maytime Gavotte, 1927
  - Meditation, 1913
  - Melody, 1934
  - Minuet, 1920
  - Morceau de concert en forme de valse, 1911
  - Morning Song, 1918
  - Nocturne, 1901
  - O Worship the Lord, 1903
  - Pastorale and Communion, 1901
  - Prayer and Funeral March, 1899
  - Prelude and Finale, Novello-Verlag, 1944
  - Prelude and Postlude, 1899
  - Prelude in A major, 1908
  - Prelude in C major, 1908
  - Prelude in E major, 1908
  - Prelude in G major, 1908
  - Rejoice in the Lord, 1901
  - Romanza, 1914
  - Scherzo, 1917
  - Siciliana, 1929
  - (A) Song of Sunshine, 1913
  - Spring Song, 1904
  - Theme with Variations and Fugue, 1911
  - Triumphal March, 1905
  - (A) Trumpet Minuet, 1929
  - Wedding March, 1899

- Orgelwerke in Sammelbänden
  - Album of Organ Pieces (1901), 14 Werke von Alfred Hollins, Verlag W. Paxton, London
  - Original Compositions for the Organ (1908), 12 Werke von Alfred Hollins, Verlag Novello, London
  - The Latin Organist, hrsg. von S. G. Ould, Bd. 1. Novello-Verlag; hierin von Alfred Hollins: Prelude on Angelus ad virginem

## Ausgaben
- Original Compositions for the organ, Oecumuse, hier Nachdruck von 12 Kompositionen